# اودابخت
اودابخت شاهزاده ساسانی در سده سوم میلادی بود. او پسر شاپور میشانشاه بود، شاهزاده‌ای ساسانی که بر میشان حکومت می‌کرد و پسر شاهنشاه ساسانی، شاپور یکم بود. مادر اودابخت، ملکه‌ای به نام دینگ بود. اودابخت خواهران و برادران زیادی داشت که از جمله آنها می‌توان به هرمزک، هرمز، بهرام، شاپور، پیروز میشانی و شاپور دختک اشاره کرد. در سال ۲۶۰، پدر او درگذشت و احتمالاً دینگ به جای او حکم‌ران میشان شد. اودابخت احتمالاً بعدها پیش از اینکه عمویش نرسه در سال ۲۹۳ به سلطنت برسد، درگذشته است.